# Medasina indentata
Medasina indentata là một loài bướm đêm trong họ Geometridae.